# Moto-Akasaka

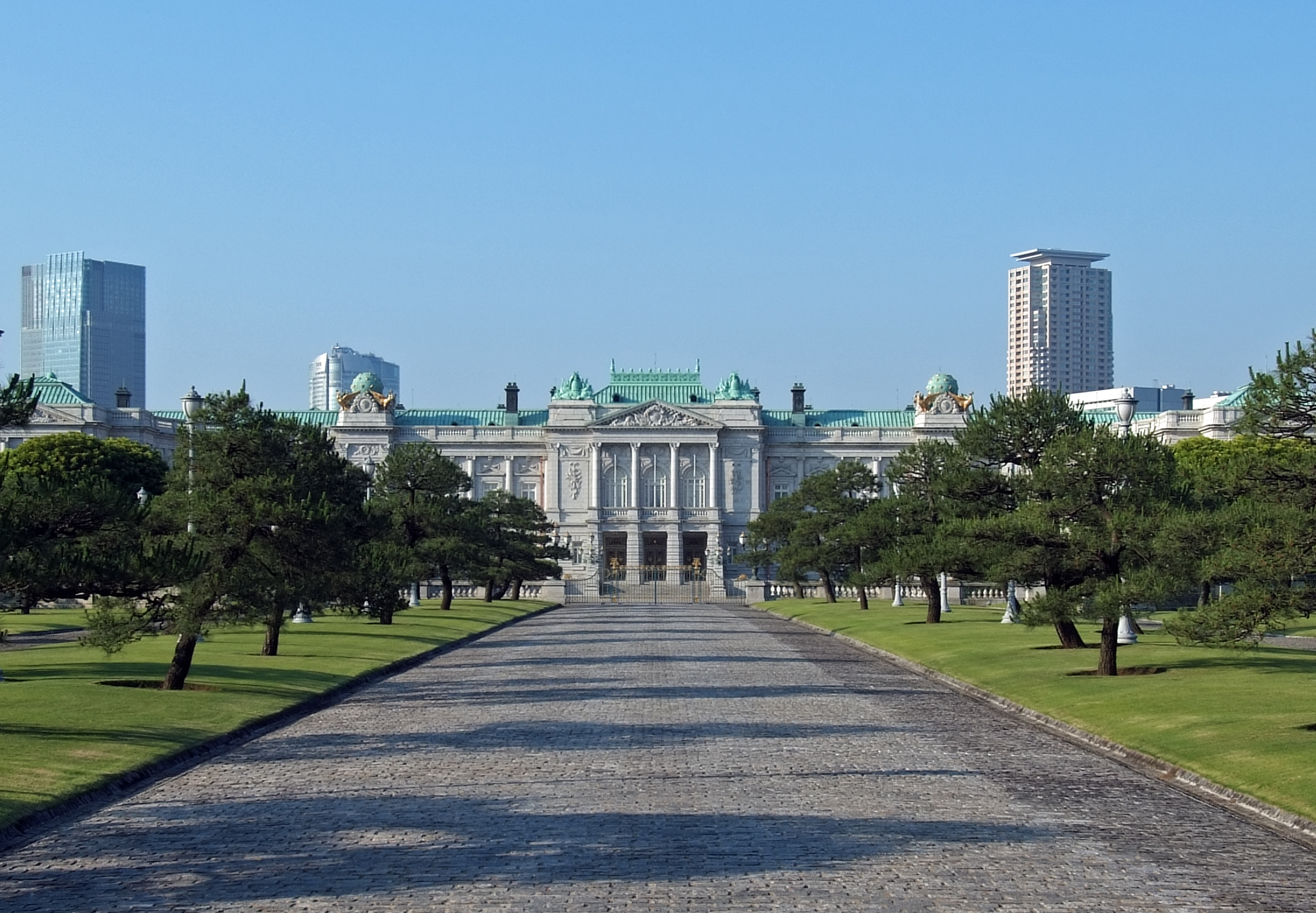
Geihinkan

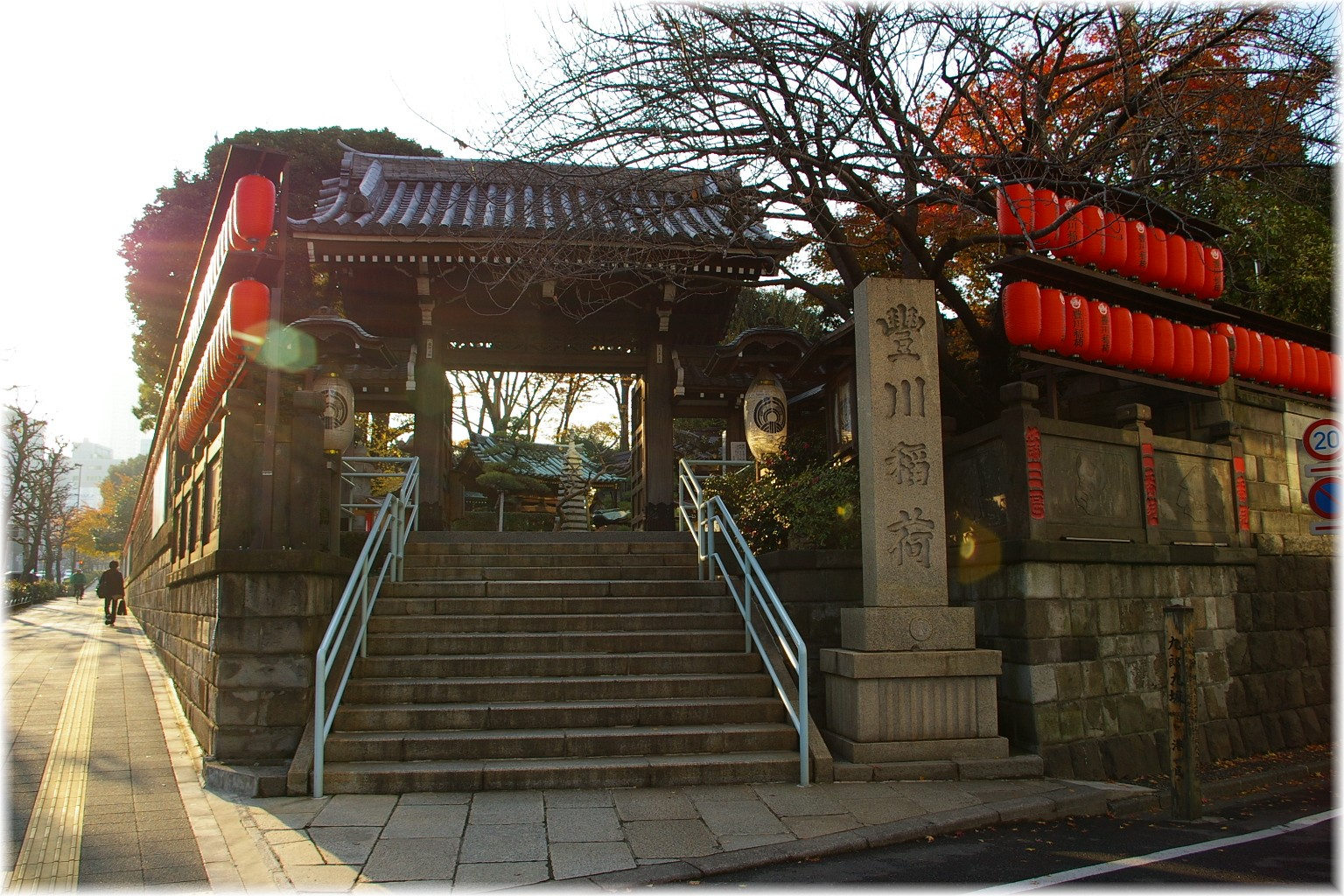
Eingang zum Tokioter Zweigtempel des Toyokawa Inari

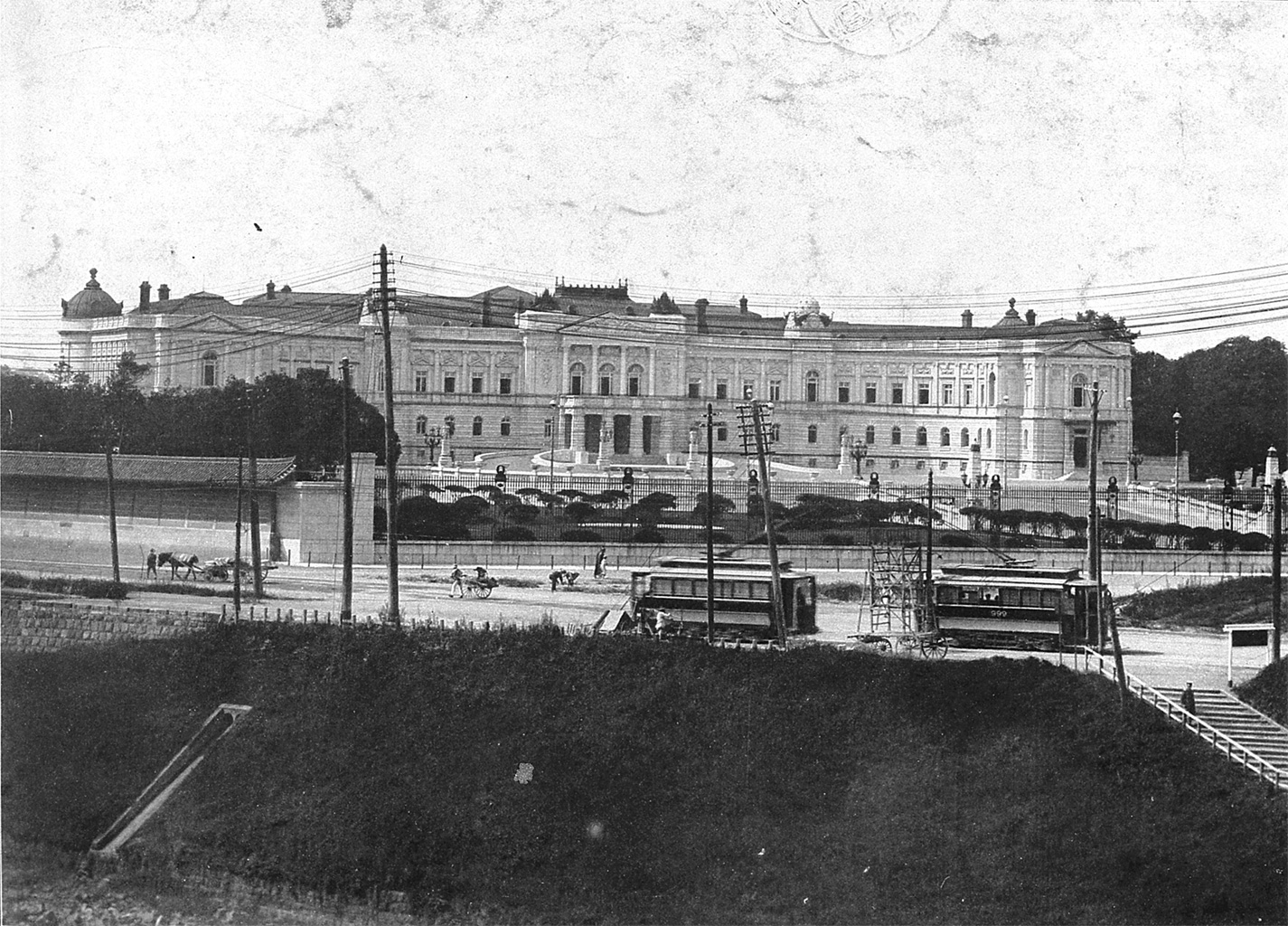
Die Nordseite des heutigen Geihinkan 1911, damals nahe am westlichen Rand der Stadt Tokio

Moto-Akasaka (jap. 元赤坂, „Alt-Akasaka“) ist ein Stadtteil des Bezirks Minato der japanischen Präfektur Tokio. Er liegt im westlichen Zentrum Tokios und besteht überwiegend aus Parkanlagen. Moto-Akasaka gliedert sich in zwei chōme, in denen nach der Volkszählung 2005 582 Einwohner lebten; die Tagesbevölkerung betrug 7.875.
Moto-Akaksaka 1-chōme besteht hauptsächlich aus Bürogebäuden im Südosten des Stadtteils nahe der Kreuzung Akasaka-Mitsuke, an der sich Sotobori- und Aoyama-dōri treffen. Östlich liegt das Regierungsviertel Nagatachō, nördlich in Kioichō das New Ōtani, ein großes Hotelgelände das für die Olympischen Sommerspiele 1964 eröffnet wurde. In Moto-Akasaka 1-chōme hat das Bauunternehmen Kajima Corporation seinen Hauptsitz. Außerdem befindet sich dort ein Zweigtempel des Toyokawa Inari, einem Tempel der Sōtō-shū in Toyokawa.
Moto-Akasaka 2-chōme nimmt den größten Teil des Stadtteils ein. Dort befinden sich umgeben von Grünanlagen im Wesentlichen nur drei Gebäudekomplexe:
- Im Norden nahe dem Bahnhof Yotsuya befindet sich das Geihinkan, die Residenz für Staatsgäste. Das neobarocke Hauptgebäude wurde 1908 als Palast des Kronprinzen fertiggestellt, später in Akasaka-rikyū umbenannt, nach dem Zweiten Weltkrieg an den Staat übertragen und unter anderem von der Nationalen Parlamentsbibliothek, der Justizbehörde und dem Organisationskomitee der Olympischen Spiele genutzt. Nach einem Umbau dient es seit 1974 seinem heutigen Zweck und wurde 2009 als Nationalschatz Japans designiert.
- Südwestlich liegt der Akasaka-goyōchi, ein Gelände auf dem sich mehrere Residenzen der kaiserlichen Familie befinden, darunter der heutige Tōgū-gosho, der seit 1951 als Palast des Kronprinzen dient. Außerdem befindet sich hier eine Außenstelle der kōgū keisatsu, der Palastpolizei.
- Ganz im Westen von Moto-Akasaka, unweit des Meiji-Jingū-Stadions und des Nationalstadions befindet sich das Meiji Kinenkan, ein Veranstaltungszentrum, das vor allem für Hochzeitsfeiern am Meiji-Schrein genutzt wird.

Begrenzt wird Moto-Akasaka im Süden durch den Aoyama-dōri, südlich davon liegt Akasaka, im Westen liegt Kita-Aoyama und im Norden grenzt es an die Stadtteile Minami-Motomachi, Yotsuya und Wakaba im Bezirk Shinjuku. An der Südwestecke des Stadtteils liegt der Bahnhof Aoyama 1-chōme, am östlichen Ende die Bahnhöfe Nagatachō und Akasaka-Mitsuke, an denen jeweils mehrere U-Bahn-Linien verkehren. Der Akasaka-Tunnel führt die Tokioter Stadtautobahn Nr. 4 (Shinjuku-Linie) unter dem Park des Geihinkan im Norden an Moto-Akasaka vorbei. Dort verlaufen auch mehrere Tunnel, die die Marunouchi-Linie und die Chūō-Hauptlinie von der Südausfahrt des Bahnhofs Yotsuya wegführen.
In der Edo-Zeit entstanden im vorher dörflichen Akasaka Residenzen von Adelsfamilien und ihres Gefolges für ihre Aufenthalte in Edo, dem heutigen Tokio. Darunter war insbesondere die Residenz der Lehnsherren von Kishū, einem Zweig der Tokugawa-Familie. Als nach der Meiji-Restauration, die die Tokugawa entmachtete, der Tennō nach Edo/Tōkyō umzog, entstanden auf diesem Gelände die Kaiserlichen Residenzen, die das heutige Moto-Akasaka prägen.